# Newton (Carolina del Nord)
Newton és una població dels Estats Units i seu del comtat de Catawba a l'estat de Carolina del Nord. Segons el cens del 2000 tenia 12.560 habitants.

## Demografia
Segons el cens del 2000, Newton tenia 12.560 habitants, 5.007 habitatges i 3.314 famílies. La densitat de població era de 373,9 habitants per km².
Dels 5.007 habitatges en un 29,4% hi vivien nens de menys de 18 anys, en un 47,2% hi vivien parelles casades, en un 14,4% dones solteres, i en un 33,8% no eren unitats familiars. En el 28,8% dels habitatges hi vivien persones soles el 13,6% de les quals corresponia a persones de 65 anys o més que vivien soles. El nombre mitjà de persones vivint en cada habitatge era de 2,46 i el nombre mitjà de persones que vivien en cada família era de 3.
Per edats la població es repartia de la següent manera: un 23,8% tenia menys de 18 anys, un 8,8% entre 18 i 24, un 29,3% entre 25 i 44, un 21,4% de 45 a 60 i un 16,8% 65 anys o més.
L'edat mediana era de 37 anys. Per cada 100 dones de 18 o més anys hi havia 88,6 homes.
La renda mediana per habitatge era de 36.696 $ i la renda mediana per família de 44.330 $. Els homes tenien una renda mediana de 27.237 $ mentre que les dones 22.963 $. La renda per capita de la població era de 18.427 $. Entorn del 8,4% de les famílies i el 12,1% de la població estaven per davall del llindar de pobresa.

## Poblacions més properes
El següent diagrama mostra les poblacions més properes.

## Fills il·lustres
- Tori Amos, cantant